# Suzanne Alaywan
Suzanne Alaywan (1974) es una poeta y pintora libanesa. Ha admitido que la obra de Joan Miró fue su inspiración a su trabajo, además de arte japonés.

## Biografía
Nacida en Beirut de padre libanés y madre iraquí. Debido a la guerra civil libanesa, Alaywan ocupó sus años adolescentes entre Andalus, París, y El Cairo. En 1997, se graduó por la Facultad de Periodismo y Medios de comunicación, Universidad americana de El Cairo.

## Obra

### Algunas publicaciones
Desde 1994, Alaywan ha publicado nueve colecciones de poesía.
- Pájaro de cafetería (1994)
- Ángeles' Guarida (1995)
- Unique (1996)
- Sol provisional (1998)
- Ninguna Manera Fuera (1999)
- Una Presencia de Llamado de Amor (2001)
- Linterna ciega (2002)
- Envisioning La Escena (2004)
- Palabras de Junk (2006)